# FVB 11–14
Die Lokomotiven 11–14 der Ferrovia Valle Brembana waren eine Gruppe von Wechselstrom-Elektrolokomotiven, die als Ersatz der weniger leistungsfähigen FVB 1–5 zur Beförderung von Güterzügen gebaut wurden.
Die Lokomotiven wurden von der Mailänder Fabrik Breda gebaut, der elektrische Abschnitt stammte vom Unternehmen Tecnomasio Italiano Brown Boveri. Die ersten zwei Einheiten wurden 1920–1921 in Dienst gestellt, die nächsten beiden 1928.
Die Maschinen waren ursprünglich in schwarz lackiert und wurden in den 1950er Jahren in der Farbe Burgunderrot neu gestrichen. Sie wurden mit der Stilllegung der Strecke 1966 ausgemustert und verschrottet.